# Kenneth N. Stevens
Kenneth N. Stevens (Toronto, 24 de março de 1924 — Clackamas, 19 de agosto de 2013) foi um engenheiro e linguista estado-unidense.